# Colombias ambassad i Stockholm
Colombias ambassad i Stockholm är Colombias diplomatiska representation i Sverige. Ambassadör sedan 2023  är  Guillermo Francisco Reyes Gonzalez. Ambassaden upprättades 1932. Diplomatkoden på beskickningens bilar är AY.

## Fastigheter
Ambassaden är sedan 1954 belägen på Östermalmsgatan 46. Huset uppfördes 1892–1893 som hyreshus enligt arkitekten Johan Laurentz ritningar. Ambassaden huserar i husets tredje våning.. Tidigare adresser är Jarlaplan 4 (1940–1944) och Brahegatan 39 (1945–1948).

## Beskickningschefer
| Namn                               | Period    | Funktion          | Anmärkning                     |
| ---------------------------------- | --------- | ----------------- | ------------------------------ |
| Leopoldo Borda Roldán              | 1939–1945 | Chargé d'affaires | Ackrediterad 14 april 1939.    |
| José Joaquin Gori                  | 1945–1948 | Chargé d'affaires | Ackrediterad 14 november 1945. |
| Abel Casabianca                    | 1948–???? | Envoyé            | Ackrediterad 2 november 1948.  |
| Ramón Francisco Sánchez            | 1953–???? | Envoyé            | Ackrediterad 14 december 1953. |
| Rafael Nieto Navia                 | 2009–2011 | Ambassadör        |                                |
| Victoriana Mejía Marulanda         | 2011–2015 | Ambassadör        |                                |
| Sonia Durán Smela                  | 2015–2018 | Ambassadör        |                                |
| ?                                  | 2018–2020 | Ambassadör        |                                |
| César Tulio Delgado Blandón        | 2020–2023 | Ambassadör        |                                |
| Guillermo Francisco Reyes Gonzalez | 2023–     | Ambassadör        |                                |